# المتوكل القاسم بن الحسين
المتوكل القاسم بن الحسين (توفي في 23 أبريل 1727) إمام الدولة الزيدية في اليمن من 1716 إلى 1727.

## اغتصاب السلطة
كان القاسم بن الحسين حفيد الإمام المهدي أحمد (توفي عام 1681) وابن شقيق الإمام المهدي محمد (توفي عام 1718). في عهد عمه كان يشغل منصب القائد العسكري. لبعض الوقت كان مسجونا بأمر من الحاكم. في عام 1716 كان الإمام المهدي محمد محاصر بشدة من منافسه الإمام المنصور الحسين ولذلك فقد أخرج القاسم من سجنه وأرسله لمحاربة المنافس على الإمامة. في سودة هزم القاسم من قبل المنصور الحسين. قام بمحاصرة عمه باسم الإمام المنافس وأجبروه على عقد هدنة. ومع ذلك كان القاسم لا ينوي التمسك بتحالفه مع المنصور الحسين. في عام 1716 أعلن نفسه إماما تحت اسم المتوكل القاسم. منذ أن سيطر على صنعاء والموانئ البحرية فقد كان قادرا على منع إيرادات المنصور الحسين الذي كان مقيما في شهارة وبدأت قوته في التضاءل بسرعة. عندما توفي المنصور الحسين في عام 1720 صارت الدولة الزيدية في أيدي المتوكل القاسم.

## الحكم
كان عهد المتوكل القاسم هاديء نسبيا. ومع ذلك في 1723 طالب ابن عمه الناصر محمد بالإمامة. استطاع الأديب المعروف محمد بن إسماعيل الأمير أن يجعلهما أن يتصالحا مع بعضهما البعض. في 1726 قاد الإمام نوده بنفسه لالحاق الهزيمة برجال قبيلة أرحب في صنعاء. في العام التالي قبيلة أرحب جنبا إلى جنب مع قبيلتي حاشد وبكيل تمردت مرة أخرى وقد حاولوا الحصول على دعم من نجل الإمام الحسين. مرة أخرى نجح محمد بن إسماعيل الأمير في التوسط لتهدئة الأمور. بصرف النظر عن شجاعته الشخصية كان يعتبر شخصية سخية حيث أنفق الكثير من أموال الدولة على الفقراء. توفي في عام 1727 بعد بضعة أشهر من الهدنة مع القبائل وخلفه ابنه المنصور الحسين.